# Missione sui iuris delle isole Cayman
La missione sui iuris delle isole Cayman (in latino Missio sui iuris insularum Cayanensium) è una sede della Chiesa cattolica nel Regno Unito aggregata alla provincia ecclesiastica di Kingston in Giamaica. Nel 2022 contava 9.159 battezzati su 64.958 abitanti. È retta dall'arcivescovo Edward Joseph Weisenburger.

## Territorio
La missione sui iuris comprende le isole Cayman, territorio britannico d'oltremare nel Mare delle Antille a sud di Cuba.
La missione è composta da una sola parrocchia, dedicata a Sant'Ignazio di Loyola, con sede a George Town.

## Storia
La missione sui iuris delle isole Cayman è stata eretta il 14 luglio 2000, ricavandone il territorio dall'arcidiocesi di Kingston in Giamaica. Fin dalla sua erezione è stata affidata alla cura pastorale dell'arcidiocesi di Detroit, il cui arcivescovo è superiore ecclesiastico della missione.

## Cronotassi dei superiori
Si omettono i periodi di sede vacante non superiori ai 2 anni o non storicamente accertati.
- Adam Joseph Maida (14 luglio 2000 - 5 gennaio 2009 ritirato)
- Allen Henry Vigneron (5 gennaio 2009 - 11 febbraio 2025 ritirato)
- Edward Joseph Weisenburger, dall'11 febbraio 2025

## Statistiche
La missione sui iuris nel 2022 su una popolazione di 64.958 persone contava 9.159 battezzati, corrispondenti al 14,1% del totale.
| anno | popolazione | popolazione | popolazione | presbiteri | presbiteri | presbiteri | presbiteri                | diaconi | religiosi | religiosi | parrocchie |
| anno | battezzati  | totale      | %           | numero     | secolari   | regolari   | battezzati per presbitero | diaconi | uomini    | donne     | parrocchie |
| ---- | ----------- | ----------- | ----------- | ---------- | ---------- | ---------- | ------------------------- | ------- | --------- | --------- | ---------- |
| 2001 | 4.000       | 33,000      | 12,1        | 1          | 1          |            | 4.000                     | 1       |           |           | 1          |
| 2002 | 4.304       | 39.029      | 11,0        | 3          | 3          |            | 1.434                     |         |           |           | 3          |
| 2004 | 4.304       | 39.029      | 11,0        | 2          | 2          |            | 2.152                     |         |           |           | 1          |
| 2007 | 5.541       | 52.465      | 10,5        | 1          |            | 1          | 5.541                     | 1       | 3         |           | 2          |
| 2010 | 6.689       | 58.548      | 11,4        | 2          | 1          | 1          | 3.344                     | 1       | 1         |           | 2          |
| 2014 | 7.000       | 55.517      | 12,6        | 3          | 1          | 2          | 2.333                     | 1       | 4         |           | 1          |
| 2017 | 7.000       | 55.517      | 12,6        | 2          |            | 2          | 3.500                     |         | 2         | 1         | 1          |
| 2020 | 9.280       | 65.813      | 14,1        | 2          |            | 2          | 4.640                     |         | 2         |           | 1          |
| 2022 | 9.159       | 64.958      | 14,1        | 2          |            | 2          | 4.579                     |         | 2         |           | 1          |